# Криловка (Кривошиїнський район)
Крило́вка (рос. Крыловка) — присілок у складі Кривошиїнського району Томської області, Росія. Входить до складу Пудовського сільського поселення.

## Населення
Населення — 72 особи (2010; 79 у 2002).
Національний склад (станом на 2002 рік):
- росіяни — 95 %